# Slant (puzzel)

Ingevulde Slantpuzzel

Slant, ook Gokigen Naname is een logische puzzel van uitgeverij Nikoli.
Slant wordt gespeeld op een rechthoekig diagram waarin op sommige kruispunten omcirkelde cijfers staan. De puzzelnaam verwijst naar het Engelse woord slant dat schuin of scheef betekent.
Het doel is om diagonale lijnen in elk vakje van het diagram te plaatsen, zodat het cijfer in elke cirkel gelijk is aan het aantal lijnen dat vanaf die cirkel vertrekt. Bovendien is het verboden dat de diagonale lijnen een gesloten lus vormen. Zoals veel van Nikoli's puzzels is een enkel netwerk van lijnen niet vereist.

## Oplossingsmethoden

### Eenvoudig te beredeneren

Gemakkelijk te herkennen: middelste 4, hoeken 0 of 1, randen 0 of 2.

- 4 in het midden van het rooster specificeert de vier vakjes.
- Hoeken met 0 of 1 specificeren dat vakje.
- Randen met 0 of 2 specificeren die vakjes.

### Afleiding vanuit 1 cijfer

Afleiding vanuit 1 cijfer. Rode en blauwe patronen impliceren elkaar.

- Wanneer cijfers 1, 2 of 3 hun verbindingen krijgen, kunnen de overblijvende vakjes worden ingevuld. Andersom geldt ook dat ingevulde vakjes rondom cijfers 1, 2 of 3 de lijnen naar die cijfers vastleggen.
- Een cijfer 1 op de buitenrand bepaald dat de aanliggende vakjes diezelfde waarde hebben.
- Een middelste 1 of 3 met aangrenzende vakjes die dezelfde waarde hebben, bepalen dat de andere twee vakjes er tegenover naar 1 of 3 wijzen. Andersom geldt ook dat als twee lijntjes naar 1 of 3 wijzen dat de tegenovergelegen vakjes een gelijke waarde hebben.
- Een middelste 2 met aangrenzende gelijke waarden ("A" in de afbeelding) impliceren dat de in te vullen vakjes een andere (onafhankelijke) gemeenschappelijke waarde vormen ("B" in de afbeelding). Met andere woorden, twee herhalende onderlinge waarden (onafhankelijk) vormen mogelijk een ketting.
- Een middelste 2 met beide wijzende of vermijdende lijntjes herhalen een patroon en vormen daardoor mogelijk een ketting.

### Afleiding vanuit twee cijfers

Afleiding vanuit twee cijfers.

- Twee cijfers 1 naast elkaar geven de naastgelegen vakjes dezelfde waarde, waardoor de vier externe vakjes een halve cirkel vormen.
- Twee cijfers 3 naast elkaar bepalen dat de tussenliggende twee vakjes delfde waarde hebben, waardoor de vier externe vakjes naar de 3 wijzen.
- Twee naast elkaar liggende cijfers 2 met externe lijnen die beide niet naar 2 wijzen (zwart in de afbeelding) zorgen ervoor dat andere externe vakjes juist wel naar de 2 wijzen zodat gemeenschappelijke waarden worden vermeden.
- Twee naast elkaar liggende cijfers 2 met externe lijnen die beide naar 2 wijzen (zwart in de afbeelding) zorgen ervoor dat andere externe vakjes juist wel naar de 2 wijzen zodat gemeenschappelijke waarden worden vermeden.
- Twee naast elkaar liggende cijfers 1 en 2 waarvan een lijntje naar 2 wijst maken dat de beide vakjes bij 1 een gelijke waarde krijgen, zodat de buitenste vakjes van 1 er een halve cirkel omheen vormen.
- Twee naast elkaar gelegen cijfers 2 en 3 (zwart in de afbeelding) maken dat de vakjes naast de 3 gelijke waardes hebben, zodat de lijntjes naar de 3 moeten wijzen.
- Twee 1'en op tegenover elkaar liggende hoeken van een vakje moeten een lijn hebben die hen scheidt: anders zouden ze een gesloten lus vormen.

### Gecombineerde oplosmethodes

Gecombineerde oplosmethodes

- Aangrenzende 1'en op de buitenrand zorgen voor herhaalde gemeenschappelijke waarden naast de gemeenschappelijke rand. Het kan zich om een hoek voortzetten.
- Een rand-1 met daarnaast een ketting met 2 en 3 bepalen dat de buitenste vakjes naast de 3 een gelijke waarde moeten hebben (elk paar onafhankelijk), wat inhoudt dat de lijntjes naar 3 wijzen.
- Een paar 1-3 waarbij sprake is van een externe halve cirkel rond 1 (in blauw) van buitenste vakjes die naar 3 wijzen (in rood) hebben invloed op elkaar: de waarde van de een bepaalt de waarde van de ander.
- Een ketting van twee 1'en met een 2 ertussen maken dat lijntjes in de buitenste vakjes een halve cirkel vormen. Als dat niet zo zou zijn dan zouden de lijntjes tussen 1 en 2 naar de 2 wijzen, waardoor de andere 1 twee wijzende lijnen krijgt, dat is in tegenspraak met elkaar.
- Dezelfde redenering geldt voor kettingen met 3'en tussen 2'en: de buitenste vakjes wijzen naar de 3.
- Een rechte ketting van 2'en met lijnen die buitenste 2'en vermijden (respectievelijk wijzen), houdt in dat de andere buitenste vakjes naar de buitenste 2'en wijzen (respectievelijk vermijden).

### Afleidingen om afgesloten paden te vermijden

Afleidingen om een afgesloten pad te vermijden.

- Wanneer een vierkant van vakjes een open 'doos' in 3 vakjes vormt, mag de volgende de doos niet sluiten.
- Een 3 die bij een halve cirkel ligt die wijst naar de 3 bepaalt de tussenliggende waardes; anders zouden de uit 3 vertrekkende lijnen een 'doos' ofwel een gesloten pad vormen.
- Een 2 tegenover een halve cirkel met een buitenste vermijdende lijn bij 2 leiden tot gelijke gemeenschappelijke waarden; anders zouden lijnen die naar 2 wijzen tot een dichte 'doos' leiden.
- De bovenstaande technieken gelden ook als de halve cirkel wordt vervangen door een langer pad dat nog een hoek mist om 'gesloten' te worden.
- Geen 1-2-1 lijnen: als een 2 is aangesloten op een interne 1 (niet op een rand), dan moeten andere interne 1'en worden vermeden. Een 2 kan niet worden verbonden met twee interne 1'en, anders zou er een gesloten pad worden gevormd. Het geldt ook voor een ketting: 1-2 kan niet, het moet worden verbroken als 1-2...2 | 1.
- Een ketting op gemeenschappelijke waarden die een 'hal' met parallelle wanden kruist, is niet toegestaan omdat de gemeenschappelijke waardes het sluiten van de hal verhinderen.
- Alle diagonale lijnen moeten door andere soortgelijke lijnen met de randen van het diagram worden verbonden. Als dat niet zo zou zijn, dan zou er direct een gesloten circuit rond deze lijn ontstaan. Daarom, als een netwerk van lijnen de rand van het diagram niet raakt en maar één plek heeft om de rand te kunnen raken, dan moet die lijn wel getrokken worden.